# Alad'2
Cet article possède un paronyme, voir Aladin.
Série
Les Nouvelles Aventures d'Aladin
Pour plus de détails, voir Fiche technique et Distribution.
Alad'2 est un film français réalisé par Lionel Steketee, sorti en 2018.
Il s'agit de la suite du film Les Nouvelles Aventures d'Aladin, sortie en 2015 d'Arthur Benzaquen.

## Synopsis
Le prince Aladin s’ennuie au palais. Son ancienne vie d’aventurier lui manque et il ne se sent pas légitime dans ses luxueux habits de monarque. Shah Zaman, dictateur sans pitié qui a décidé d’épouser la princesse, s’empare de Bagdad et du palais. Aladin est contraint de s’enfuir et part récupérer son ancien génie. C’est sa seule chance de sauver sa princesse et de délivrer Bagdad. Profitant de l’absence de son rival, Shah Zaman va tout tenter pour faire craquer la princesse ; de l’intimidation à la séduction, il ne reculera devant rien pour qu’elle devienne son épouse. Après un long périple semé d’embûches, Aladin est enfin de retour à Bagdad où il va devoir affronter des gardes armés, les hommes de Richelieu, un méchant génie à la solde de Shah Zaman, et Shah Zaman lui-même. Il va surtout devoir combattre un obstacle auquel il ne s’attendait pas : les doutes de la princesse.

## Fiche technique
- Titre original : Alad'2[1],[2]
- Réalisation : Lionel Steketee
- Scénario : Daive Cohen
- Décors : Maamar Ech-Cheikh
- Costumes : Sandrine Bernard
- Effets spéciaux numériques : Digital district ( Paris )
- Montage : Frédérique Olszak
- Musique : Michael Tordjman
- Production : Daniel Tordjman
- Sociétés de production : 74 Films, Pathé et M6 Films
- Sociétés de distribution : Pathé Distribution
- Budget : 18,9 millions EUR
- Pays d'origine :  France
- Genre : comédie et fantastique
- Durée : 98 minutes
- Date de sortie :
  - France : 3 octobre 2018
  - Québec : 11 janvier 2019

## Distribution
- Kev Adams : Aladin / Sam
- Jamel Debbouze : Shah Zaman / Yanis (crédité par erreur sous le nom de Marco, le personnage d'Arnaud Ducret dans Les Nouvelles Aventures de Cendrillon)
- Ramzy Bedia : Balouad, le génie de Shah Zaman / le meilleur ami de Yanis
- Éric Judor : le génie d'Aladin
- Vanessa Guide : la princesse Shallia / Sofia
- Noémie Lenoir : une transformation du génie de Shah Zaman / le propriétaire d'un restaurant chinois de Bagdad / une hôtesse de l'air
- Nader Boussandel : le garde de la princesse
- Wahid Bouzidi : Wahid, le chef des soldats de Shah Zaman / Wahid, un ami de Yanis
- Michaël Cohen : le psy
- Booder : Aladin transformé en soldat de Shah Zaman
- Dimitri Tordjman : le garçon dans l'avion
- Jean-Paul Rouve : le vizir
- Isabelle Nanty : l'opératrice téléphonique
- Frédéric Lopez : lui-même (caméo)
- Gérard Depardieu : Christophe Colomb
- Bigflo et Oli : les marchands du marché noir (caméo)
- Anaïs Delva : Elsa d'Arendelle, la Reine des neiges (caméo)
- Tal : elle-même (caméo)

## Production

### Casting
Kev Adams revient pour jouer le rôle d'Aladin dans ce nouveau volet aux côtés d'Éric Judor et Vanessa Guide qui reprennent également leur rôle. Toutefois, William Lebghil ne reprendra pas son personnage, occupé par le film Première Année aux côtés de Vincent Lacoste.
Ramzy Bedia qui était déjà dans le premier film revient dans le second mais dans un autre rôle... Il incarne désormais le génie de Jamel Debbouze.
Jamel Debbouze rejoint l'équipe du film en juin 2017 ; l'acteur joue le rôle du dictateur, nommé Shah Zaman. En octobre 2017, Gérard Depardieu rejoint la distribution du film en reprenant son rôle de Christophe Colomb qu'il avait tenu dans le film de Ridley Scott en 1992.

### Tournage
Le tournage a commencé en juillet et s'est fini en octobre 2017.
Le film a été tourné au Maroc à Ouarzazate, Marrakech et Casablanca, quelques scènes se sont déroulées en France à Chantilly dans l'Oise et dans les studios à Épinay.

### Post-production
Les effets visuels numériques ont été créés par la société Digital District.

## Accueil

### Sortie
Le film est sorti en France, en Belgique et en Suisse romande le 3 octobre 2018.

### Accueil critique
L'accueil critique du film est assez mauvais par la presse et catastrophique par le public. Il obtient une note presse de 2,3⁄5 étoiles sur Allociné, et sa note spectateurs est de 1,0⁄5 étoile. Sa moyenne globale est de 2,4 / 10 sur SensCritique.

### Box-office
Le film se place largement en tête du box-office français la première semaine, avec plus de 852 000 spectateurs, cependant en retrait par rapport au premier film Aladin. La deuxième semaine, le film réalise 382 000 entrées, soit 1,2 million en cumulé, mais se fait dépasser par le film Venom. La troisième semaine, il atteint 334 000 entrées, soit 1,57 million en cumulé, dépassé également par Le Jeu et Yéti et Compagnie. Les deux semaines suivantes, il atteint 438 000 et 237 000 entrées, arrivant ainsi à un total cumulé de plus de 2,3 millions d'entrées pour son exploitation en France.
| Pays ou région | Box-office        | Date d'arrêt du box-office | Nombre de semaines |
| -------------- | ----------------- | -------------------------- | ------------------ |
| France         | 2 341 904 entrées | 25 novembre 2018           | 8                  |
| Total mondial  | 2 549 816 entrées | 25 novembre 2018           | 8                  |